# Henri Stalter

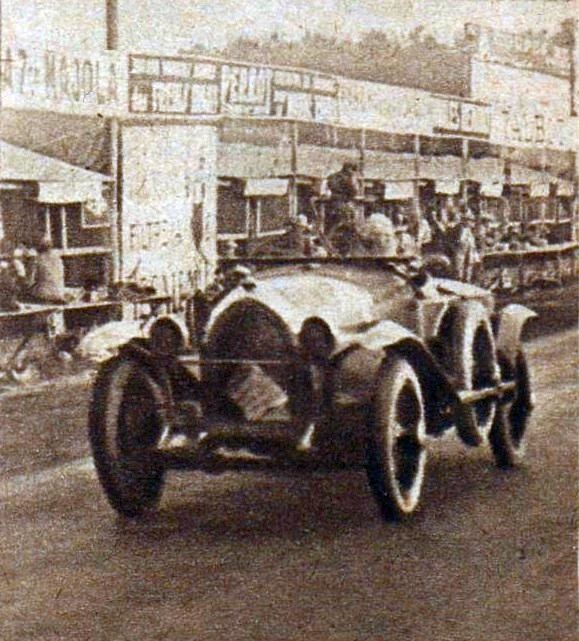
Der Lorraine-Dietrich Sport von Édouard Brisson und Henri Stalter beim 24-Stunden-Rennen von Le Mans 1925

Henri Ernest Stalter (* 16. Februar 1884 in Bar-le-Duc; † 18. April 1970 in Antibes) war ein französischer Autorennfahrer.

## Name
Über den Rennfahrer Henri Stalter ist wenig bekannt. Viele Jahre ging aus den vorhandenen Quellen nicht klar hervor, ob Stalter ein Pseudonym ist oder der Familienname des Sportlers. Neue Quellenlage belegt den Fahrer nunmehr als Henry Stalter.
In den 1970er-Jahren war ein Francis Stalter im französischen Motorsport aktiv. Eine Verwandtschaft mit dem Rennfahrer der 1920er-Jahre lässt sich nicht nachweisen.

## Karriere als Rennfahrer
Die Relevanz von Henri Stalter lässt sich aus seinen Erfolgen beim 24-Stunden-Rennen von Le Mans ableiten. Er fuhr dort viermal. Beim Eröffnungsrennen 1923 wurde er gemeinsam mit Robert Bloch 19. der Gesamtwertung.
Zweimal 1925 und 1926 wurde er Gesamtdritter. Beide Mal war Édouard Brisson Partner im Werks-Lorraine-Dietrich Sport. Abseits von Le Mans beendete er das 24-Stunden-Rennen von Spa-Francorchamps 1925 als Gesamtfünfter.

## Statistik

### Le-Mans-Ergebnisse
| Jahr | Team                                | Fahrzeug                | Teamkollege     | Platzierung | Ausfallgrund |
| ---- | ----------------------------------- | ----------------------- | --------------- | ----------- | ------------ |
| 1923 | Société Lorraine De Dietrich et Cie | Lorraine-Dietrich B.3.6 | Robert Bloch    | Rang 19     |              |
| 1924 | Lorraine-Dietrich et Cie            | Lorraine-Dietrich Sport | Robert Bloch    | Ausfall     | Motorschaden |
| 1925 | Lorraine-Dietrich et Cie            | Lorraine-Dietrich Sport | Édouard Brisson | Rang 3      |              |
| 1926 | Lorraine-Dietrich et Cie            | Lorraine-Dietrich Sport | Édouard Brisson | Rang 3      |              |

### 24-St-Spa-Ergebnisse
| Jahr | Team                     | Fahrzeug                | Teamkollege  | Platzierung | Ausfallgrund |
| ---- | ------------------------ | ----------------------- | ------------ | ----------- | ------------ |
| 1925 | Lorraine-Dietrich et Cie | Lorraine-Dietrich Sport | Robert Bloch | Rang 5      |              |